# Хаустор (албум)
Хаустор је први студијски албум рок групе Хаустор. Албум је издат 1981. године.

## Албум
Најпопуларнија песма са овог албума је Моја прва љубав. Стих "Дјевојке у љетњим хаљинама" је преузет од наслова приче "Девојке у летњим хаљинама" Ирвина Шоа.
Албум је 2 пута реиздан (први пут је било 1997. године, а други пут у оквиру бокс сета Original Album Collection). Поводом 40 година југословенског новог таласа, албум је изашао на плочи.

## Песме
На албуму се налазе следеће песме:

## Наслеђе
Албум је 1998. године сврстан као 29 на листи 100 албума југословенске поп и рок музике. 2015. године портал Balkanrock је омот деби албума сврстао на 96. место на листи 100 најбољих албума домаћег рока. Исте године, хрватска верзија Rolling Stone-а је албум сврстао на 4. месту 100 најбољих југословенских албума од 1955. до 2015.
Хрватска група Порто морто је са Рундеком обрадио „Црни жбир” 2023. године.

## Занимљивости
У току гостовања у емисији Недељно поподне РТБ, Рундек је показао средњи прст.

## Топ листе

### Недељна листа
| Листа     | Највиша позиција |
| --------- | ---------------- |
| ХР Топ 40 | 1                |

### Месечна листа
| Листа | Највиша позиција |
| ----- | ---------------- |
| ХДУ   | 1                |

### Полугодишња листа
| Листа | Највиша позиција |
| ----- | ---------------- |
| ХДУ   | 1                |

| Листа | Највиша позиција |
| ----- | ---------------- |
| ХДУ   | 8                |

| Листа | Највиша позиција |
| ----- | ---------------- |
| ХДУ   | 24               |

### Деценијска листа
| Листа | Највиша позиција |
| ----- | ---------------- |
| Б-92  | 25               |